# Jadunia
Jadunia là chi thực vật có hoa trong họ Acanthaceae.